# Synbranchus madeirae
Synbranchus madeirae är en fiskart som beskrevs av Rosen och Rumney 1972. Synbranchus madeirae ingår i släktet Synbranchus och familjen Synbranchidae. Inga underarter finns listade i Catalogue of Life.